# Koalicja Samorządowa „OK Polska”
Koalicja Samorządowa „OK Polska” – polski związek stowarzyszeń samorządowych, założone 12 grudnia 2020 w wyniku rozłamu w ruchu Bezpartyjni Samorządowcy pod nazwą Ogólnopolska Koalicja Samorządowa (OK Samorząd). Zarejestrowany zostało 8 lutego 2021, a 22 lutego 2024 zarejestrowano także partię Koalicja Samorządowa (KS). Obecną nazwę stowarzyszenie przyjęło 30 września 2024. 4 listopada 2024 przemianowano również partię KS na OK Polska (OKP).

## Historia
Organizacja powstała w grudniu 2020 jako federacja stowarzyszeń i organizacji samorządowych, założona została przez byłych działaczy Bezpartyjnych Samorządowców. 8 lutego 2021 zarejestrowano stowarzyszenie pod tą samą nazwą. Jego przewodniczącym został Tadeusz Czajka (wójt Tarnowa Podgórnego), wiceprzewodniczącymi Piotr Krzystek i Janusz Kubicki (prezydenci odpowiednio Szczecina i Zielonej Góry), sekretarzem Andrzej Sitnik (prezydent Siedlec), skarbnikiem Ludomir Handzel (prezydent Nowego Sącza), a pozostałymi członkami zarządu Marian Błachut (burmistrz Czechowic-Dziedzic), Jacek Szydło (członek zarządu powiatu olsztyńskiego, były wieloletni wójt Dywit) i w 2023 także Patryk Hałaczkiewicz (wówczas wiceburmistrz Kątów Wrocławskich).
W maju 2021 OKS podpisała list intencyjny o współpracy z Porozumieniem Podkrakowskim reprezentowanym przez wójta Zabierzowa Elżbietę Burtan oraz radnych powiatu krakowskiego i gminy Zabierzów. W październiku 2021 klub radnych Bezpartyjnych Samorządowców w radzie miasta Szczecin przemianował się na klub OKS. W kwietniu 2022 KS podpisała porozumienie o współpracy z Polską 2050 Szymona Hołowni. W sierpniu tego roku do OKS dołączyło stowarzyszenie Ziemia Kluczborska z udziałem burmistrza Kluczborka Jarosława Kielara, a także kluby radnych w mieście oraz powiecie. 8 grudnia tego samego roku dotychczasowy klub BS w sejmiku województwa dolnośląskiego przemianował się na klub Dolnośląskiej Koalicji Samorządowej będącej częścią OKS. Jego szefem został Patryk Wild, a pozostałymi członkami Dariusz Stasiak i Mirosław Lubiński ze Stowarzyszenia Lewicy Demokratycznej (wybrany z listy PSL), po którego odejściu cztery dni później DKS utraciła status klubu, jednak po jego powrocie 9 maja 2023 reaktywowano klub, tym razem pod nazwą Koalicja Samorządowa.
W lutym 2023 do OKS dołączyło stowarzyszenie Wspólny Koszalin na czele z Piotrem Jedlińskim (prezydentem Koszalina). W listopadzie tego samego roku w sejmiku województwa zachodniopomorskiego powstał klub Koalicji Samorządowej, w którego skład weszli Cezary Urban (który został przewodniczącym klubu), Marcin Przepióra (wiceprzewodniczący sejmiku) oraz Olgierd Kustosz (wicemarszałek województwa, który kilka miesięcy wcześniej opuścił PSL). W tym samym miesiącu dotychczasowy Klub Radnych Niezależnych w radzie miasta Kołobrzeg przemianował się na klub KS. W styczniu 2024 do OKS dołączyło stowarzyszenie Samorządne Pomorze, na czele z radnym sejmiku województwa pomorskiego Dariuszem Męczykowskim z klubu Dla Pomorza (wybranym z listy PSL).
22 lutego 2024 została zarejestrowana powołana przez środowisko OK Samorząd partia polityczna Koalicja Samorządowa, której przewodniczącym także został Tadeusz Czajka. Funkcję wiceprzewodniczącego objął Patryk Hałaczkiewicz, sekretarzem generalnym został Szczepan Stempiński (pełnomocnik prezydenta Szczecina ds. bezpieczeństwa), a skarbnikiem Marcin Wojtkowiak (wójt Czerwonaka).
W wyborach samorządowych w 2024 komitet KS OK Samorząd wystawił listy kandydatów do sejmików 11 województw, ponadto pod własnym szyldem do sejmiku pomorskiego wystartowało Samorządne Pomorze (wśród którego liderów list znaleźli się m.in. byli posłowie Kukiz’15 – Andrzej Kobylarz i Piotr Liroy-Marzec, szef partii Skuteczni). Część kandydatów ruchu wystartowała pod szyldem KS OK Samorząd także na niższych szczeblach, jednak większość pod lokalnymi szyldami. M.in. na prezydenta Łodzi z ramienia komitetu związanego z OKS wystartował Janusz Wdzięczak, szef Polskiej Partii Piratów. Radna sejmiku województwa lubuskiego (jego przewodnicząca w latach 2018–2021) Wioleta Haręźlak z klubu Samorządowe Lubuskie została kandydatką na radną Zielonej Góry z ramienia związanego z wiceszefem OK Samorząd Januszem Kubickim komitetu Zielona Góra 2050 (podobnie jak m.in. były żużlowiec Piotr Protasiewicz). W wyborach do sejmików formacja zajęła 7. miejsce z wynikiem 1,15% głosów w skali kraju. Jedynego radnego wprowadziła do sejmiku w województwie zachodniopomorskim – Marcina Przepiórę. W wyborach do sejmiku pomorskiego Samorządne Pomorze zajęło 6. miejsce z wynikiem 3,83% głosów. Reelekcję do sejmiku dolnośląskiego z listy Koalicji Obywatelskiej (konkurencyjnej do listy KS) uzyskał dotychczasowy radny klubu KS, Mirosław Lubiński z SLD. Z różnych komitetów OKS wprowadziła ponad 100 kandydatów do rad gmin oraz 42 do rad powiatów. Kilkudziesięciu jej przedstawicieli zostało wybranych na włodarzy – m.in. prezydentem Szczecina pozostał Piotr Krzystek, który w czerwcu tego samego roku został przewodniczącym OKS.
Na nadzwyczajnym zjeździe krajowym 30 września 2024 OK Samorząd przemianowano na OK Polska. Odwołano też z zarządu Janusza Kubickiego, Andrzeja Sitnika i Jacka Szydłę (którzy przestali wcześniej zajmować dotychczasowe stanowiska samorządowe), a w ich miejsce powołani zostali Andrzej Abako (starosta powiatu olsztyńskiego) i Jacek Strojny (radny Rzeszowa). Wiceprzewodniczącym stowarzyszenia został Tadeusz Czajka. W tym samym roku Marek Wojtkowiak zastąpił go na funkcji przewodniczącego partii, która także przyjęła nazwę OK Polska. Jej wiceprzewodniczącym (w miejsce Patryka Hałaczkiewicza) został Dariusz Stasiak, a skarbnikiem Renata Łażewska.

## Program
Celem powołania organizacji było stworzenie ogólnopolskiej platformy współpracy dla bezpartyjnych, niezależnych samorządowców. Organizacja zabiega o decentralizację władzy oraz wzmacnianie i obronę samorządności na różnych szczeblach.
Program OKS zakłada pięć filarów – decentralizację, finanse, oświatę, zdrowie i środowisko. Stowarzyszenie postuluje:
- reformę zasad finansowania zadań lokalnych,
- stały, 3-procentowy poziom PKB na subwencję oświatową,
- powiązanie pensji nauczycieli ze średnią krajową,
- odejście od centralizacji służby zdrowia,
- wykorzystanie programów unijnych do poprawy środowiska i jakości życia oraz bezpieczeństwa mieszkańców.

## Organizacje członkowskie
W skład OKS weszły:
- Koalicja Samorządowa Zachodniopomorskie
- Porozumienie Ziemi Kościańskiej
- Wielkopolska Koalicja Samorządowa Bezpartyjni i Niezależni
- Stowarzyszenie Wspólny Poznań
- Stowarzyszenie VERUM
- Instytut Kaliski
- Wielkopolska Pracownia Pomysłów
- Związek Przedsiębiorców i Pracodawców Wielkopolska
- Dolnośląska Koalicja Samorządowa
- Stowarzyszenie Ziemia Kluczborska
- Stowarzyszenie Społeczne Przyszłość i Rozwój
- Nowa Inicjatywa
- Fundacja AXIS Forum Inicjatyw
- Stowarzyszenie Dobry Samorząd Miast i Gmin Olsztyńskich
- Stowarzyszenie Bezpartyjni
- Wiarygodność. Niezależność. Dialog.
- Mokotów dla wszystkich
- Stowarzyszenie Mieszkańcy
- Samorządowcy ponad podziałami
- Bezpartyjne Siedlce
- Nasza Gmina – Nasz Powiat
- Stowarzyszenie Inicjatyw Samorządowych
- Razem dla Wisznic
- Porozumienie Podkrakowskie
- Koalicja Nowosądecka
- Jeden Kraków
- Samorządne Pomorze
- Energia Łodzi
- Razem dla Ińska
- Razem dla Rzeszowa

## Struktura i działacze

### Zarząd związku stowarzyszeń
Przewodniczący:
- Piotr Krzystek

Wiceprzewodniczący:
- Tadeusz Czajka

Skarbnik:
- Ludomir Handzel

Pozostali członkowie:
- Andrzej Abako
- Marian Błachut
- Patryk Hałaczkiewicz
- Jacek Strojny

### Władze partii
Przewodniczący:
- Marcin Wojtkowiak

Wiceprzewodniczący:
- Dariusz Stasiak

Sekretarz generalny:
- Szczepan Stempiński

Skarbnik:
- Renata Łażewska

### Radni w sejmikach województw

#### Radny niezrzeszony w sejmiku województwa zachodniopomorskiego VII kadencji
- Marcin Przepióra (wiceprzewodniczący sejmiku)

#### Klub KS w sejmiku województwa dolnośląskiego VI kadencji
- Patryk Wild – przewodniczący, wybrany z listy Bezpartyjnych Samorządowców
- Mirosław Lubiński (Stowarzyszenie Lewicy Demokratycznej), wybrany z listy Polskiego Stronnictwa Ludowego
- Dariusz Stasiak, wybrany z listy Bezpartyjnych Samorządowców

#### Klub KS w sejmiku województwa zachodniopomorskiego VI kadencji
- Cezary Urban – przewodniczący, wybrany z listy Bezpartyjnych Samorządowców
- Olgierd Kustosz (wicemarszałek województwa), wybrany z listy Polskiego Stronnictwa Ludowego
- Marcin Przepióra (wiceprzewodniczący sejmiku), wybrany z listy Bezpartyjnych Samorządowców

#### Radny sejmiku województwa pomorskiego w klubie Dla Pomorza VI kadencji
- Dariusz Męczykowski, wybrany z listy Polskiego Stronnictwa Ludowego

#### Radna sejmiku województwa lubuskiego w klubie Samorządowe Lubuskie VI kadencji
- Wioleta Haręźlak, wybrana z listy Bezpartyjnych Samorządowców